# Bravo Izquierdo de Puebla
El Bravo Izquierdo de Puebla fue un equipo que participó en la Liga Mexicana de Béisbol con sede en Puebla, Puebla, México.

## Historia
El Bravo Izquierdo participó durante dos temporadas en la Liga Mexicana de Béisbol, debutó para la campaña de 1928 donde terminó empatado en primer lugar con el equipo de Policía del DF con marca de 15 ganados y 5 perdidos por lo que se tuvo que jugar una serie final donde el equipo de Policía ganó 2 juegos a 0. El siguiente año terminaron empatados en tercer lugar con el equipo de Tigres de Comintra con marca de 7 ganados y 9 perdidos. El siguiente año el equipo desapareció.